# Guillermo Pérez (aktor)
Guillermo José Pérez Rupérez (ur. 28 stycznia 1971 w Caracas) – wenezuelski aktor i model.

## Życiorys
Odnosił sukcesy w zawodach baseballu w Cincinnati, w stanie Ohio, zanim podjął pracę jako model na wybiegach w Paryżu. W 1997 zdobył tytuł Pierwszego Wicemistera podczas wyborów Mistera Wenezueli. Ukończył studia na kierunku handlu zagranicznego i występował w reklamówkach. Uczęszczał na kurs aktorstwa w słynnym nowojorskim Actors Studio pod kierunkiem Alberta Isoli.
Na srebrnym ekranie pojawił się po raz pierwszy w wenezuelskiej telenoweli RCTV Niña mimada (1998). Rok później zadebiutował w filmie Celoso (1999). Główna rola Rodolfa Arismendi’ego w telenoweli Luisa Fernanda (1999) przyniosła mu tytuł najpopularniejszego aktora zagranicznego w Rumunii w roku 2002. Spróbował swoich sił jako piosenkarz w programie rumuńskiej telewizji. Sławę w wielu krajach świata zdobył rolą peruwiańskiej telenoweli América Producciones Soledad (2001).

### Życie prywatne
W styczniu 2006 spotykał się z kolumbijską aktorką Margaritą Rosą de Francisco (ur. 1965).

## Filmografia

### telenowele
- 1998: Niña mimada jako Vladimir Mogollón
- 1999: Luisa Fernanda jako Rodolfo Arismendi
- 2000: Barwy miłości (Hechizo de amor) jako Gabriel Salazar
- 2001: Soledad jako Miguel Ángel Olivares
- 2003: Żona Lorenza (La mujer de Lorenzo) jako Lorenzo
- 2004: Smak Twoich ust (Sabor a ti) jako Darío Antonetti
- 2006: Y los declaro marido y mujer jako Valentin Ferrari
- 2006-2007: Decisiones
- 2007: Mi prima Ciela jako Rafael Rengifo
- 2009–2010: Libres como el viento jako Dionisio Azcárate Martínez
- 2010–2011: La mujer perfecta jako Rubén
- 2012: Nacer contigo jako Pleberio Fuentes
- 2013: De todas maneras Rosa jako Raúl